# Requínoa
Requínoa é uma comuna da província de Cachapoal, localizada na Região de O'Higgins, Chile. Possui uma área de 673,3 km² e uma população de 22.161 habitantes (2002).